# Allures (film)
Allures is een korte film uit 1961 geregisseerd door Jordan Belson. De film is in 2011 in de National Film Registry opgenomen ter preservatie.